# Битка код Картина
Битка код Картина била је мања битка између Гсанидских арапских савезника Византијског царства и војске Рашидунског калифата
. Водила се након што је Халид ибн Валид покорио Тадмур у Сирији. Његова војска је кренула ка ал-Кариатаину, чији су се становници одупрели муслиманима. Против њих је поведена борба, након које су поражени и опљачкани.

## Апољне везе
- A.I. Akram, The Sword of Allah: Khalid bin al-Waleed, His Life and Campaigns Lahore, 1969